# موسى بيلانكولو
موسى بيلانكولو (بالإنجليزية: Musa Bilankulu)‏ (22 فبراير 1985 في جنوب أفريقيا - ) هو لاعب كرة قدم جنوب أفريقي في مركز الدفاع. لعب مع بيدفيست ويتس ولمونتفيل غولدن أروز ‏.

## روابط خارجية
- موسى بيلانكولو على موقع قاعدة بيانات كرة القدم.إي يو (الإنجليزية)
- موسى بيلانكولو على موقع Soccerway.com (الإنجليزية)